# 默尼希基兴
默尼希基兴是奥地利下奥地利州诺因基兴县的一个市镇。总面积16.29平方公里，总人口611人，人口密度37.5人/平方公里（2005年）。